# Bombardement du théâtre de Marioupol
Le bombardement du théâtre de Marioupol est commis le 16 mars 2022 par les forces armées russes pendant l'invasion de l'Ukraine par la Russie de 2022. Le théâtre d'art dramatique régional de Donetsk, à Marioupol, servait alors de refuge pendant le siège de Marioupol ; il aurait abrité de 500 à 1 200 civils dans les jours précédant le 16 mars. Un bilan publié par les autorités locales neuf jours plus tard, à cause des difficultés sur place, indique 300 morts environ. Le 4 mai 2022, Associated Press parle d'un bilan proche de 600 morts.
Les autorités russes nient toute responsabilité et accusent le bataillon Azov d'avoir planifié et exécuté l'attentat du théâtre.

## Contexte
Le 24 février, les Forces armées russes, en collaboration avec les séparatistes pro-russes du Donbass, assiègent la ville portuaire de Marioupol, entraînant de lourdes pertes en approvisionnements (nourriture, gaz, électricité), non distribués à la population locale. Le maire de Marioupol, Serhiy Orlov, a estimé que 80 à 90 % de la ville avaient été détruits par des bombardements.
Le théâtre est l'un des nombreux sites culturels à avoir été détruits lors de l'invasion russe de l'Ukraine. Des images satellite du théâtre prises le 14 mars 2022 montrent le mot « enfants » écrit en russe, à deux endroits, à l'extérieur du théâtre, dans le but de le signaler aux forces d'invasion comme abri anti-aérien civil abritant des enfants et non comme une cible militaire. Les responsables du conseil municipal de Marioupol ont déclaré que le théâtre était le plus grand abri anti-aérien de la ville, et qu'au moment de l'attaque il n'abritait que des femmes et des enfants. Human Rights Watch a interrogé des réfugiés de Marioupol qui ont déclaré que dans les jours précédant le 16 mars, environ 500 à 800 personnes s'étaient réfugiées dans le théâtre,.

## Attaque
Le 16 mars, l'Ukraine a accusé les forces russes d'avoir commencé à bombarder des zones civiles à Marioupol. L'artillerie a touché de nombreux endroits, dont une piscine et un convoi de véhicules. Des bombardements ont alors frappé le théâtre, réduisant en ruines le bâtiment. Les autorités ukrainiennes considèrent qu'il s'agit d'un crime de guerre.
Alors que le théâtre aurait accueilli entre 500 et 1 200 civils dans les jours précédant le 16 mars, le nombre de victimes n'est pas connu. L'abri anti-bombes, au sous-sol du théâtre, a résisté au bombardement. De nombreuses personnes ont été piégées sous les décombres du théâtre effondré après l'attaque, et les bombardements en cours dans la région ont compliqué les missions de sauvetage,. Membre du Parlement ukrainien et natif de Marioupol, Dmytro Gourine a déclaré que celles-ci ont été entravées en raison des attaques continues dans la région par les forces russes.

## Victimes
Les circonstances détaillées ne sont pas immédiatement connues, mais des personnes sortent vivantes le jour même et le lendemain 17 mars. Initialement, le conseil municipal de Marioupol déclare ainsi que « selon des informations préliminaires, il n’y a pas de morts. Mais il y a des informations sur une personne très grièvement blessée,, ».
Des informations ultérieures confirment cependant, selon les autorités locales, un nombre élevé de morts : le 25 mars, les mêmes autorités locales annoncent environ 300 morts selon des « témoins oculaires ». Selon CNN, l'émergence progressive de ce bilan tient à la désorganisation complète des services d'urgence dans la cité bombardée en permanence par l'armée russe. À ce stade, dans la dizaine de jours qui suivent, le bilan n'a pas pu être confirmé par d'autres sources.
Dans une enquête publiée le 4 mai 2022, Associated Press évoque des preuves et témoignages suggérant un bilan d'au moins 600 victimes, peut-être davantage,,.
En juin, Amnesty international publie une enquête basée notamment sur 53 témoignages. Elle estime que le bilan humain est « probablement beaucoup plus faible » que les premières estimations annoncées. L'ONG affirme qu'« un grand nombre de personnes avaient quitté le théâtre au cours des deux jours précédant l’attaque », grâce à des convois humanitaires. Amnesty International déclare qu'au moins une douzaine de personnes sont mortes, et que, probablement, de nombreux autres décès n’ont pas été signalés.

## Réactions
L'attaque et la responsabilité de la Russie sont largement condamnées par la communauté internationale, avec une condamnation au conseil de sécurité de l'ONU.
Le ministre italien de la Culture Dario Franceschini a proposé au gouvernement ukrainien de reconstruire le théâtre dès que possible.

## Un crime de guerre?
Selon l'agence de presse officielle russe RIA Novosti, la responsabilité de ce bombardement n'incombe pas aux autorités russes, mais au bataillon Azov, accusé d'avoir planifié et exécuté l'attentat du théâtre, sans fournir de preuves. Ce récit est contesté par les témoignages de rescapés recueillis par Associated Press : « Aucun des témoins n’a vu de soldats ukrainiens opérer à l’intérieur du bâtiment. Et pas une seule personne n’a douté que le théâtre ait été détruit lors d’une attaque aérienne russe visant avec précision une cible civile dont tout le monde savait qu’elle était le plus grand abri antibombes de la ville, avec des enfants à l’intérieur »,.
Lorsque les forces russes prennent possession de la zone du théâtre en avril 2022, ils font venir des journalistes pour examiner les lieux et présenter leur version des faits. Les Russes montrent la présence d'éléments qui selon eux attestent de la présence de soldats ukrainiens dans le théâtre, comme une kalachnikov et des documents officiels. Un soldat russe déclare au sujet de l'explosion : «  Cela ressemble beaucoup à une explosion à l'intérieur. L'onde de choc a dû partir de la scène vers le haut, détruisant les étages supérieurs ».
En juin 2022, Amnesty international indique avoir réalisé une enquête de plusieurs mois et recueillit 53 témoignages. Elle conclut à une attaque délibérée et un crime de guerre des Russes. L'ONG indique que des habitants de Marioupol avaient inscrit au sol, devant et derrière le théâtre, de grandes lettres visibles sur les images satellite et signifiant : « Enfants ». Ainsi, les pilotes russes pouvaient voir les indications. Selon l’ONG, il s’agit « presque certainement d’une frappe aérienne menée par l’armée russe », réalisée « très probablement avec deux bombes de 500 kilogrammes ». L'ONG indique : « Il n’y avait aucun équipement militaire à l’intérieur ou à proximité du théâtre, aucun militaire ne tirait depuis le [bâtiment], et aucun militaire ne [s’y] abritait régulièrement »,. Les enquêteurs de l'ONG signalent « l'absence du moindre objectif militaire à proximité du théâtre, ce qui suggère qu'il était bien la cible de l'attaque ». Par ailleurs, L'ONG indique qu'au moment de l'explosion, l'espace aérien était sous contrôle russe, et qu'il n'y avait pas d'avions ukrainiens,.

## Suites
Début avril 2022, Vadym Boytchenko déclare « La triste nouvelle est que 90 % des infrastructures sont détruites et 40 % d’entre elles sont irrécupérables ».
Entre le 29 avril et le 7 mai, alors que la zone est sous contrôle russe, des images satellite montrent que des fouilles ont lieu sur le site du théâtre bombardé : le travail d'une grue et des déplacements et stationnements de camions autour du cratère du bombardement et aux alentours du théâtre sont observés,.
Le 23 décembre 2022, à la suite du début de démolition du site ordonné par les autorités russes, Petro Andryushchenko, le maire adjoint de Marioupol accuse les autorités d'occupation de chercher à dissimuler des preuves relatives aux meurtres de centaines de civils de mars 2022. L'agence Reuters précise que la façade principale de l'édifice semble avoir été préservée et que selon les Russes, il ne s'agit que de la poursuite des travaux de reconstruction de la ville,,. La journaliste Hanna Lioubakova, réagit également dans un tweet relayé par The Telegraph « Les Russes détruisent le théâtre dramatique de Marioupol. C'est la dissimulation des crimes de guerre dont j'ai parlé plus tôt dans mes tweets ».